# Nino Bizzarri
Nino Bizzarri (* 1949 in Teramo) ist ein italienischer Filmregisseur und Drehbuchautor.

## Leben
Bizzarri, der als Regieassistent bei Roberto Rossellini gearbeitet hatte, drehte zwischen  1976 und 1978 einige unabhängige Filme, von denen Memoria di parte ins Kino gelangte. Danach wandte er sich Reisen und dem Schreiben zu, bevor er 1985 und 1987 mit zwei Filmen zurückkehrte; erst im neuen Jahrtausend folgte ein weiterer. Seit Mitte der 1990er Jahre dreht er Dokumentarfilme für RAI. Zweimal waren seine Filme für den David di Donatello nominiert.

## Filmografie
- 1977: Memoria di parte
- 1985: La seconda notte
- 1987: Segno di fuoco
- 2000: Quando una donne non dorme